# Katung
Katung is een bestuurslaag in het regentschap Bangli van de provincie Bali, Indonesië. Katung telt 1533 inwoners (volkstelling 2010).